# 1633 Chimay
1633 Chimay (1929 EC) là một tiểu hành tinh vành đai chính được phát hiện ngày 3 tháng 3 năm 1929 bởi Sylvain Julien Victor Arend ở Uccle.